# Liocamenta consentanea
Liocamenta consentanea är en skalbaggsart som beskrevs av Hermann Julius Kolbe 1914. Liocamenta consentanea ingår i släktet Liocamenta och familjen Melolonthidae. Inga underarter finns listade i Catalogue of Life.